# 村井弦斎
村井 弦斎（むらい げんさい　村井 弦齋、文久3年12月18日（1864年1月26日） - 昭和2年（1927年）7月30日）は、愛知県豊橋市出身の明治・大正時代のジャーナリスト、小説家。諱は寛（ゆたか）。

## 略歴

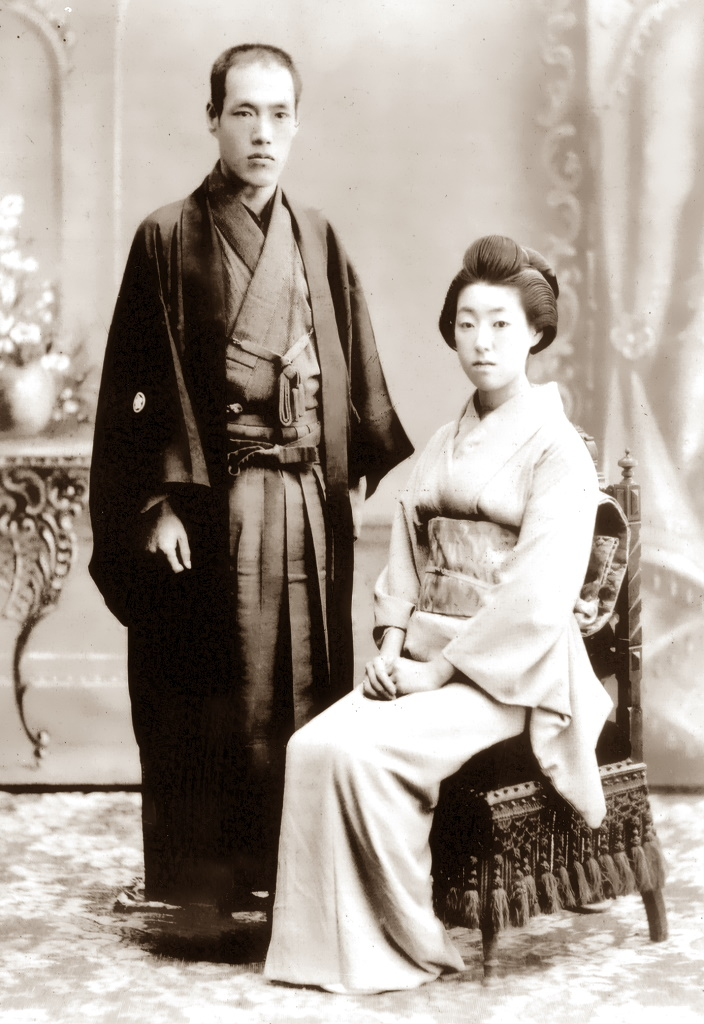
村井弦斎（左）と妻の村井多嘉子（右）

三河吉田藩の武家の子。父も祖父も儒者として藩に使え、漢学をよくした家柄だった。父の村井清は著述家として『傍訓註釈 西洋千字文』など数冊の本を出版、また渋沢栄一の子息の家庭教師も勤めたほどの教養人であった。甥は作曲家の呉泰次郎である。
父は明治維新後、社会の身分の変動を目の当たりにしたことから「息子には漢学だけでなく洋学も早くから学ばせたい」と考えるようになり、1872年に一家の将来を9歳の弦斎に託し一家で上京した。
彼は幼少のころから、ロシア語の家庭教師をつけられたり、漢学の塾に入れられたりして、早期の英才教育を受けた。1873年に東京外国語学校（現・東京外国語大学）が開校すると、入学資格が13歳以上にもかかわらず、12歳で受験・入学させられた。猛勉強で首席にもなったものの健康を害し、1881年に露西亜語科を中退。その後、ロシア語の翻訳や著述で身を立てるようになる。しかし、家庭のしつけや猛勉強などがたたって、うつ病傾向などの神経性の疾患を抱え、しばらく療養した。病が癒えた後、新聞、雑誌の懸賞論文に応募を行い、毎日新聞に応募した論文が3等に入選したほか、いくつかの論文が活字になった。英字新聞の論文募集に入選し、アメリカ旅行の懸賞を得た。20歳で渡米し、アメリカではロシア系移民の家に住み込み英語を学び、働きながら社会制度などを学んだ。滞米中に報知新聞社長の矢野龍渓と知り合った。
1887年の帰国後、郵便報知新聞客員となり、1890年に郵便報知新聞正社員に、1895年同編集長。遅塚麗水、原抱一庵、村上浪六との四人で「報知の四天王」と呼ばれた。明治から大正にかけて著述家として活躍した。
また、1887年には東京専門学校（後の早稲田大学）に入学して本格的に文学の道を歩む。『小説家』 (1890年～91年) で認められ、現代小説から未来戦争小説となる『小猫』 (1891年～92年) により小説家の地位を確立、発明小説『日の出島』 (1896年～1901年) でその人気は絶頂に達した。このころの未来戦記、政治小説、発明小説の発表により、「SF小説の先駆者」ともされる。
代表作とされるのは、報知新聞に1903年（明治36年）1月から12月まで連載された『百道楽シリーズ』で、『酒道楽』『釣道楽』『女道楽』『食道樂』が執筆された。他にも、玉突道楽、芝居道楽、囲碁道楽など案はあったようであるが、執筆したのは4作だけである。これらの作品は、食道楽の様な道楽にうつつを抜かす遊興の徒を描いたものではなく、その様な道楽をたしなめ、飲酒の健康被害を語り、正妻以外に愛人をかこう旧来の悪弊を糾弾する教訓・啓蒙小説である。その中の『食道楽』（くいどうらく）は、明治時代、徳冨蘆花の『不如帰』と並んで最もよく読まれ、小説でありながら、その筋のあちこちに600種以上の四季折々の料理や食材の話題が盛り込まれており、『美味しんぼ』や『クッキングパパ』などのグルメコミックの先駆けともいうべき作品である。ベストセラー作品として文学史的な評価も高い。また、「小児には德育よりも、智育よりも、躰育よりも、食育が先き。躰育、德育の根元も食育にある。」と食育という用語を記述した。続編も書かれたが、正編ほどの反響はなかった。
『食道楽』の執筆前後、弦斎は、大隈重信の従兄弟の娘である尾崎多嘉子と結婚している。また、彼女の母親の妹は、後藤象二郎の後妻であった。女性登山家の草分けとなった村井米子は娘。
1906年『婦人世界』編集顧問となり、初めて料理法、医療法などの実用記事を多く取入れ、現在の女性雑誌の原型をつくった。
結婚後、1904年から亡くなるまで神奈川県平塚市の平塚駅の南側に居住した。『食道楽』の印税で屋敷の広大な敷地に和洋の野菜畑、カキ、ビワ、イチジクなどの果樹園、温室、鶏、ヤギ、ウサギなどの飼育施設、果ては厩舎を築造し、新鮮な食材を自給した。当時は珍しかったイチゴやアスパラガスの栽培まで行った。また各界の著名人を招待したり、著名な料理人や食品会社の試作品などが届けられるという美食の殿堂のように取りざたされる優雅な暮らしを営んだ。ただし、彼は一連の『食道楽』ものを終了した後に断筆、報知新聞をも辞職してしまう。その後、脚気治療のために玄米食の研究に没頭し、また断食、自然食を実践した。また、自ら竪穴建物に住み、生きた虫など、加工しない自然のままのものだけを食べて暮らし、奇人、変人扱いされた。本人の死後、自宅一部、東側を河野一郎に、西側を小平浪平に売却している。

## 家族
- 村井多嘉子（1880年 - 1960年）：弦斎の妻。『弦斎夫人の料理談』などの著作がある[4]。
- 村井米子（1901年 - 1986年）：弦斎の長女。

## 備考
平塚市では、2000年以降、毎年秋に弦斎の住まい趾（村井弦斎公園）で「村井弦斎まつり」を開催している。

## 主な著書
入手しやすい書目のみ。
- 『酒道楽』新人物往来社（上下） 1977年（村井米子編）
- 『釣道楽』新人物往来社（上下） 1977年
- 『定本食道楽』上-春の巻、夏の巻/下-秋の巻、冬の巻 新人物往来社 1978年（村井米子編）
- 『台所重宝記』平凡社ライブラリー　2001年（村井米子編訳）
- 『食道楽の献立』角川春樹事務所 1997年（ランティエ叢書）
- 『食道楽』岩波文庫（上下） 2005年
- 『酒道楽』岩波文庫 2006年
- 『台所重宝記』中公文庫 2017年8月（村井米子編訳）ISBN 4122064473
- 『食道楽』中公文庫 2018年9月（村井米子編訳）

## 研究書
- 黒岩比佐子『「食道楽」の人村井弦斎』岩波書店 2004年

## 弦斎を主人公とした小説
- 火坂雅志『美食探偵』（講談社文庫, 2003年）ISBN 4062738252
  - 2008年12月に角川文庫で新版刊行、ISBN 4043919034